# The Abbott and Costello Cartoon Show
The Abbott and Costello Cartoon Show es una serie animada estadounidense de media hora protagonizada por el famoso dúo de comedia que se emitió en sindicación desde el 9 de septiembre de 1967 hasta el 1 de junio de 1968. Cada uno de los 39 episodios estaba compuesto por cuatro caricaturas individuales de cinco minutos. Las caricaturas fueron creadas conjuntamente por Hanna-Barbera, RKO General y Jomar Productions entre 1965 y 1967. La serie fue sindicada por Gold Key Entertainment y King World Productions.
La característica principal de esta serie de dibujos animados fue el hecho de que Bud Abbott aportara la voz de su propio personaje. Debido a que Lou Costello había fallecido en 1959, la voz de su personaje fue realizada por Stan Irwin. El resto del elenco de voces estaba compuesto por asiduos de Hanna-Barbera. La dibujante canadiense, Lynn Johnston, quien es famosa por su tira de cómic, For Better or For Worse, participó como colorista pero no fue acreditada.

## Producción
Abbott y Costello fue uno de los programas animados de 1960 que se basaron en la locura nostálgica de la década, creando series de dibujos animados de otros equipos de comedia del pasado como Laurel y Hardy y The New Three Stooges. El programa generó un puesto de trabajo para el enfermo y empobrecido Bud Abbott, quien proporcionó la voz de su personaje animado. Lou Costello había fallecido en 1959, y su voz fue expresada por el gerente del club nocturno Stan Irwin, quien era un amigo cercano del dúo.

## Voces
- Bud Abbott: Bud Abbott
- Stan Irwin: Lou Costello
- Mel Blanc
- Don Messick
- Hal Smith
- John Stephenson
- Janet Waldo

## Enlaces
- Abbott and Costello oficial sitio web

- Datos: Q6143982